# Busy Little Bears
Busy Little Bears è un film documentario del 1939 diretto da John A. Haeseler.

## Trama
Storia filmata e narrata da Joe Laurie Jr. sulle avventure e le disavventure di tre cuccioli d'orso nelle montagne della Sierra Nevada.

## Riconoscimenti
- Oscar al miglior cortometraggio[1]

## Date di rilascio
- USA: 20 aprile 1939, 7 ottobre 1949 (Riedizione)

## Location
- Sierra Nevada Mountains, California, USA